# Bleu des Causses
Il Bleu des Causses (precedentemente blu dell'Aveyron) è un formaggio francese di latte vaccino con pasta marmorizzata tradizionalmente preparato nel centro sud del Massiccio Centrale.
Si presenta come un cilindro piatto di venti centimetri di diametro e da otto/dieci centimetri di altezza. Pesa tra 2,3 e 3 chilogrammi. La sua superficie è di colore bianco avorio senza macchie. All'interno, l'impasto è bianco avorio ed erborinato
Si tratta di un formaggio antico come il roquefort ed è un prodotto DOP.